# Estación de Barreda
Barreda es una estación de ferrocarril situada en el municipio español de Torrelavega en la comunidad autónoma de Cantabria. Forma parte de la red de vía estrecha operada por Renfe Operadora a través de su división comercial Renfe Cercanías AM. Está integrada dentro del núcleo de Cercanías Cantabria al pertenecer a la línea C-2 (antigua F-1 de FEVE) que une Santander con Cabezón de la Sal.

## Situación ferroviaria
La estación se encuentra en el punto kilométrico 506,9 de la línea férrea de ancho métrico que une Oviedo con Santander, a 8 metros de altitud. El tramo es de vía doble y está electrificado.

## Historia
Fue abierta al tráfico el 2 de enero de 1895 con la puesta en servicio del tramo Santander-Cabezón de la Sal de una línea que pretendía alcanzar Llanes para desde ahí unirse con la red asturiana. Las obras corrieron a cargo de la Compañía del Ferrocarril Cantábrico. En 1972, el recinto pasó a depender de la empresa pública FEVE que mantuvo su gestión hasta el año 2013, momento en el cual la explotación fue atribuida a Renfe Operadora y las instalaciones a Adif.

## La estación
Posee un amplio edificio de viajeros con un cuerpo central de una altura y dos cuerpos laterales de dos alturas. Posee dos andenes a los que acceden las dos vías principales. Detrás del edificio de viajeros hay dos vías muertas usadas frecuentemente para apartar tolvas de carbón. Las instalaciones se completan con varias vías de doble ancho (métrico e ibérico) que pueden son utilizadas por trenes de mercancías de Renfe Mercancías, siendo frecuentemente usadas por servicios de ancho métrico. Una de esas vías accede al recinto de la fábrica de Solvay.

## Servicios ferroviarios

### Cercanías
Forma parte de la línea C-2 (Santander - Cabezón de la Sal) de Cercanías Cantabria. Tiene una frecuencia de trenes cercana a un tren cada treinta o sesenta minutos en función de la franja horaria. La cadencia disminuye durante los fines de semana y festivos.